# Czesław Przewoźnik

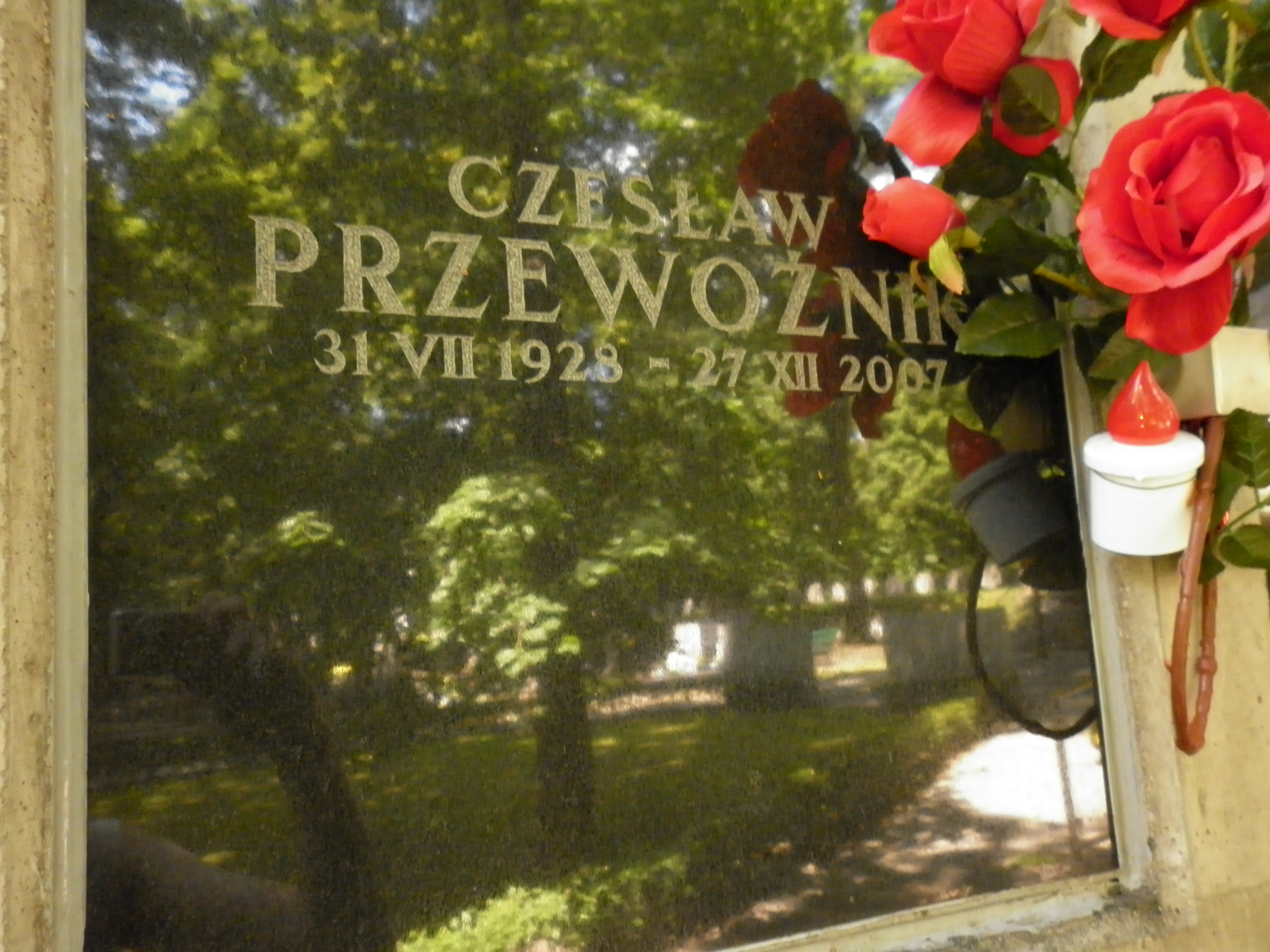
Grób Czesława Przewoźnika na Cmentarzu Wojskowym na Powązkach

Czesław Przewoźnik (ur. 31 lipca 1928 w Devin, zm. 27 grudnia 2007 w Warszawie) – polski polityk, podsekretarz stanu w Ministerstwie Budownictwa i Przemysłu Materiałów Budowlanych w latach 1968–1973, wojewoda słupski w latach 1980–1987, prezes Głównego Urzędu Geodezji i Kartografii w Warszawie oraz podsekretarz stanu w Ministerstwie Administracji, Gospodarki Terenowej i Ochrony Środowiska w latach 1973–1980. Członek PZPR. W latach 1988–1990 wiceprzewodniczący Rady Ochrony Pamięci Walk i Męczeństwa.
Absolwent Szkoły Inżynierskiej w Szczecinie z 1954. W 1956 uzyskał tytuł zawodowy magistra na Wydziale Budownictwa Lądowego Politechniki Gdańskiej, a w 1975 uzyskał stopień doktora nauk technicznych. W latach 1956–1960 pracował w Biurze Projektów Budownictwa Komunalnego w Gdańsku, pełnił także przez dwa lata funkcję jego dyrektora. Był naczelnym dyrektorem Gdańskiego Przedsiębiorstwa Budownictwa Miejskiego oraz dyrektorem Gdańskiego Zjednoczenia Budownictwa od 1962.
Pochowany został 7 stycznia 2008 na Wojskowych Powązkach w Warszawie (kolumbarium AIII-3-40).

## Odznaczenia
- Krzyż Oficerski Orderu Odrodzenia Polski
- Krzyż Kawalerski Orderu Odrodzenia Polski